# Урывки (Алтайский край)
Урывки — село в Тюменцевском районе Алтайского края. Административный центр и единственный населённый пункт Урывского сельсовета.

## География
Село находится вблизи истока реки Урывка (приток Кулунды). Абсолютная высота — 233 м над уровнем моря.

### Климат
Климат характеризуется как континентальный, с продолжительной холодной зимой и коротким тёплым летом. Средняя температура самого тёплого месяца (июля) составляет 18 — 20 °С (абсолютный максимум — 40 °С). Средняя температура самого холодного месяца (января) — −18 — −19 °С (абсолютный минимум — −52 °С). Годовое количество осадков — 300—350 мм. Продолжительность периода с устойчивым снежным покровом составляет 155 −160 дней.

## Население
| 1997 | 1998 | 1999 | 2000 | 2001 | 2002 | 2003 | 2004 | 2005 | 2006 | 2007 |
| ---- | ---- | ---- | ---- | ---- | ---- | ---- | ---- | ---- | ---- | ---- |
| 475  | ↘452 | ↗479 | ↘470 | ↗475 | ↘467 | ↗471 | →471 | ↘469 | ↗471 | ↘458 |
| 2008 | 2009 | 2010 | 2011 | 2012 | 2013 | 2014 | 2015 | 2016 | 2017 | 2018 |
| ↗460 | ↘457 | ↘419 | ↘418 | ↘403 | ↘385 | ↘359 | ↘342 | ↘339 | ↘324 | ↘319 |
| 2019 | 2020 | 2021 |      |      |      |      |      |      |      |      |
| ↘302 | ↘300 | ↘288 |      |      |      |      |      |      |      |      |

### Национальный состав
Согласно результатам переписи 2002 года, в национальной структуре населения русские составляли 99 %.